# Maira flagellata
Maira flagellata är en tvåvingeart som först beskrevs av Walker 1862.  Maira flagellata ingår i släktet Maira och familjen rovflugor. Inga underarter finns listade i Catalogue of Life.